# Alloplasta kuslitzkii
Alloplasta kuslitzkii är en stekelart som beskrevs av Dmitriy R. Kasparyan 2007. Alloplasta kuslitzkii ingår i släktet Alloplasta och familjen brokparasitsteklar. Inga underarter finns listade i Catalogue of Life.